# Wikipédia em turco

Logotipo principal da Wikipédia turca

A Wikipédia em Turco (em turco: Vikipedi) é a versão da Wikipédia no idioma turco. O turco é falado por cerca de 70 milhões de pessoas pelo mundo, sobretudo na Turquia, mas também no Chipre, Macedônia do Norte, Grécia, Bulgária, etc. e por toda a diáspora turca pelo mundo.
Trata-se da 19ª maior Wikipédia e conta com mais de 550.000 artigos. Registram-se cerca de 1.550.000 usuários. No dia 29 de abril de 2017, o governo turco bloqueou o acesso à Wikipedia. Embora as razões para o bloqueio não sejam reveladas, alguns acreditam que a enciclopédia foi bloqueada porque o governo turco está preocupado com o surgimento de artigos críticos de suas ações em relação à cooperação da Turquia com os jihadistas.

## Cronologia
- 13 de março de 2003: Primeiro artigo.[4]
- 15 de julho de 2004: 1.000 artigos.[4]
- 20 de agosto de 2005: 5.000 artigos.[4]
- 13 de novembro de 2005: 10.000 artigos.[4]
- 9 de março de 2007: 50.000 artigos.[4]
- 3 de fevereiro de 2008: 100.000 artigos.[4]
- 9 de dezembro de 2012: 200.000 artigos.[4]
- 13 de outubro de 2017: 300.000 artigos.[4]